# Mohamed Lotfi Chaïbi
Mohamed Lotfi Chaïbi (arabe : محمد لطفي الشايبي), né en 1950, est un historien et universitaire tunisien spécialiste de l'époque contemporaine.

## Biographie
Professeur à l'université de Tunis, il occupe le poste de directeur du département d’histoire de la faculté des sciences humaines et sociales de Tunis et de directeur général de l'Institut supérieur d'histoire du mouvement national.
Membre des différents jurys nationaux de recrutement pour les différents niveaux de l'enseignement supérieur, il est également membre de la commission d’histoire de la direction de renouvellement de l’enseignement supérieur et membre des comités de direction ou de rédaction de plusieurs revues savantes, dont Les Cahiers de Tunisie, la Revue tunisienne de sciences sociales et Rawafid.
Spécialiste de l'histoire contemporaine du Maghreb, ses recherches portent sur les mouvements sociaux et politiques dans la Tunisie contemporaine, le syndicalisme tunisien, la colonisation et la décolonisation au Maghreb,.

## Publications
- Socialistes français et nationalistes tunisiens : histoire d'une rencontre (1945-1956) (préf. André Nouschi), Tunis, Imprimerie Orbis, 1997, 292 p.
- (ar) منظمة أصحاب الأعمال التونسية [« Le syndicat des patrons tunisiens »], Tunis, Union tunisienne de l'industrie, du commerce et de l'artisanat,‎ 2005.
- (ar) تونس عبر التاريخ: الفترة المعاصرة [« La Tunisie, à travers l’histoire »], vol. IV, Tunis, Centre d'études et de recherches économiques et sociales,‎ 2005 (ouvrage collectif).
- (ar) الحركة الوطنية التونسية والمسألة العمالية النقابية، 1894-1925 [« Le mouvement national tunisien et la question syndicaliste, 1894-1925 »], vol. I, Tunis, Centre de publication universitaire,‎ 2010.
- (ar) الحركة الوطنية التونسية والمسألة العمالية النقابية، 1925-1944 [« Le mouvement national tunisien et la question syndicaliste, 1925-1944 »], vol. II, Tunis, Centre de publication universitaire,‎ 2015.
- (ar) الحركة الوطنية التونسية والمسألة العمالية النقابية، 1944-1956 [« Le mouvement national tunisien et la question syndicaliste, 1944-1956 »], vol. III, Tunis, Centre de publication universitaire,‎ 2015[5].